# Troglohyphantes wiebesi
Troglohyphantes wiebesi Deeleman-Reinhold, 1978 è un ragno appartenente alla famiglia Linyphiidae.

## Etimologia
Il nome proprio della specie è stato dedicato al professor Jacobus Theodorus Wiebes, (1931-1999), docente di biologia evolutiva all'Università di Leida, per ringraziarlo dell'aiuto dato alla descrittrice nella stesura dell'articolo in bibliografia.

## Descrizione
I maschi hanno una lunghezza totale media di 2,30 mm; il cefalotorace è lungo 1,30 mm e largo 1,20 mm. Le femmine hanno una lunghezza media di 2,41 mm; il cefalotorace è lungo 1,34 mm e largo 1,06.

## Distribuzione
La specie è stata rinvenuta in Bosnia-Erzegovina: nella località di Luka, appartenente al comune di Bosansko Grahovo, nel Cantone della Bosnia Occidentale

## Tassonomia
Al 2013 non sono note sottospecie e non sono stati esaminati nuovi esemplari dal 1978.